# روز بیست و هفتم
روز بیست و هفتم (انگلیسی: The 27th Day) یک فیلم فیلم علمی–تخیلی آمریکایی سیاه‌وسفید به کارگردانی ویلیام اشر با بازی ژن بری که در سال ۱۹۵۷ منتشر شد.